# Distrito rural de Nasar
O distrito rural de Nasar (em persa: دهستان نصار) se localiza no distrito de Arvandkenar, no condado de Abadan, da província de Khuzistão, no Irã. No censo de 2006, sua população era de 5 275 habitantes, em 1 067 famílias. O distrito rural possui vinte e oito aldeias.